# مايكل بالمر
مايكل بالمر (بالإنجليزية: Michael Palmer)‏ (9 أكتوبر 1942، سبرينغفيلد في الولايات المتحدة - 30 أكتوبر 2013، كوينز في الولايات المتحدة)؛ طبيب، كاتب وروائي أمريكي.

## روابط خارجية
- مايكل بالمر على موقع IMDb (الإنجليزية)
- مايكل بالمر على موقع قاعدة بيانات الأفلام السويدية (السويدية)
- مايكل بالمر على موقع كينوبويسك (الروسية)